# ヘント美術館
ヘント美術館（ヘントびじゅつかん、オランダ語: Museum voor Schone Kunsten）はベルギー王国東フランデレン州の都市ヘント（ゲント、フランス語: ガン）にある美術館である。14世紀から20世紀前半までのヨーロッパの巨匠たちの作品を収蔵している。

## 沿革
1798年に設立されたベルギーで最も古い歴史をもつ美術館のひとつで、15世紀以降のフランドル美術を中心に所蔵しているが、20世紀前半のヨーロッパ美術まで網羅している。

## 歴史
18世紀末のフランス革命後、フランスに併合されたヘントでは、重要な美術品はフランス軍に押収され、フランスに送られた。1798年にヘントで、公共の美術品コレクションを所有することが決定され、小規模なコレクションが聖ペテロ教会に保管されたのち、1809年からヘントの美術学校の一室に保管された。
1837年の市議会でヘントで開催されるトリエンナーレに出展された作品を買い上げてコレクションに加えることが決定され、この美術品の購入が継続したため美術館は19世紀美術の広範なコレクションを持つに至った。美術品の購入と寄付によって新しい展示場所が必要となったが、美術館建設の計画が確定するのは1898年になってからで、1900年から1904年にかけて建設され、1913年にヘント万国博覧会が開かれたことにより、拡張された。第2次世界大戦で美術館は廃墟になり、復旧したのは1951年であった。2007年に大規模な改修が行われた。

## ギャラリー

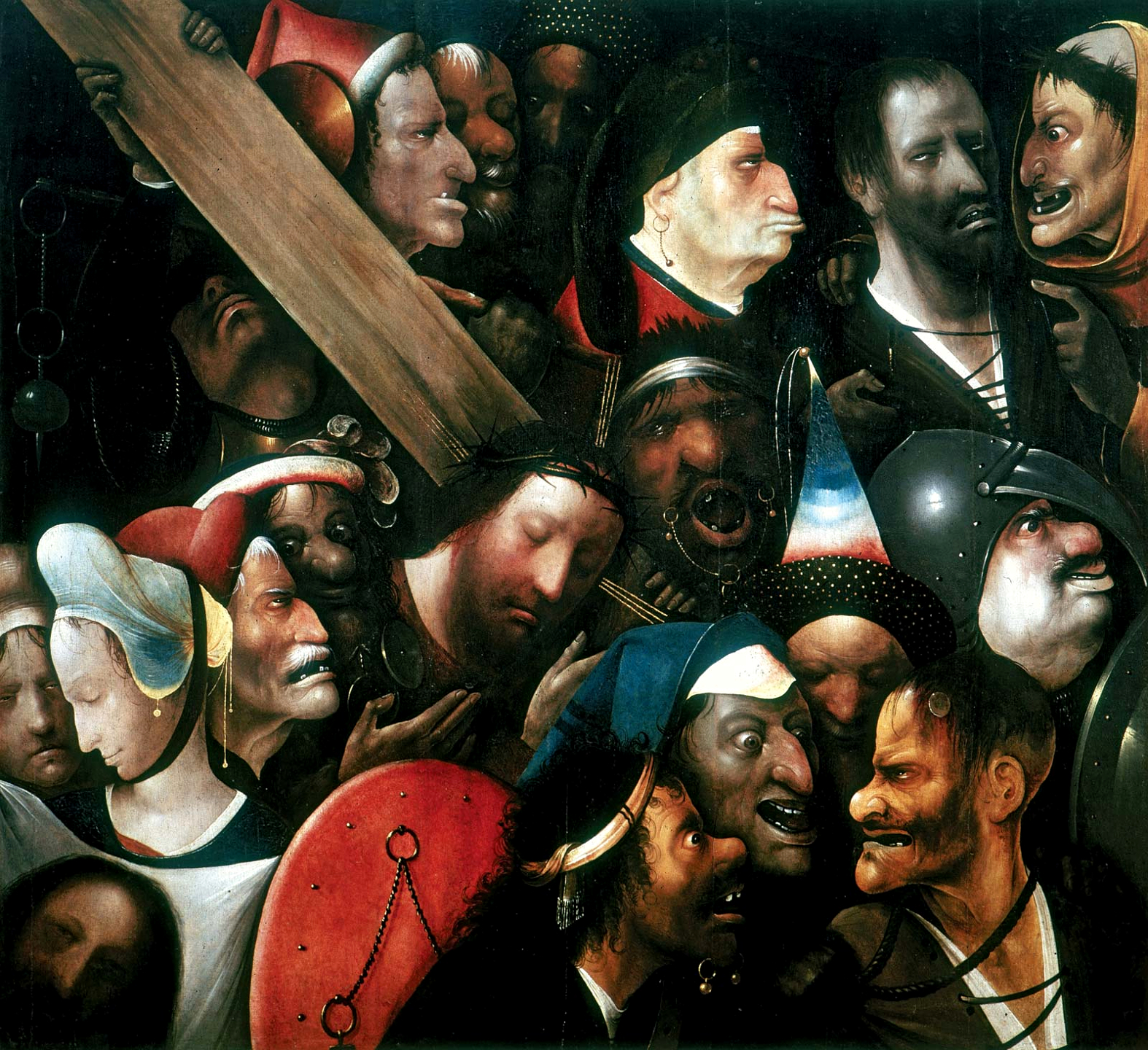
ヒエロニムス・ボス『十字架を背負うキリスト』
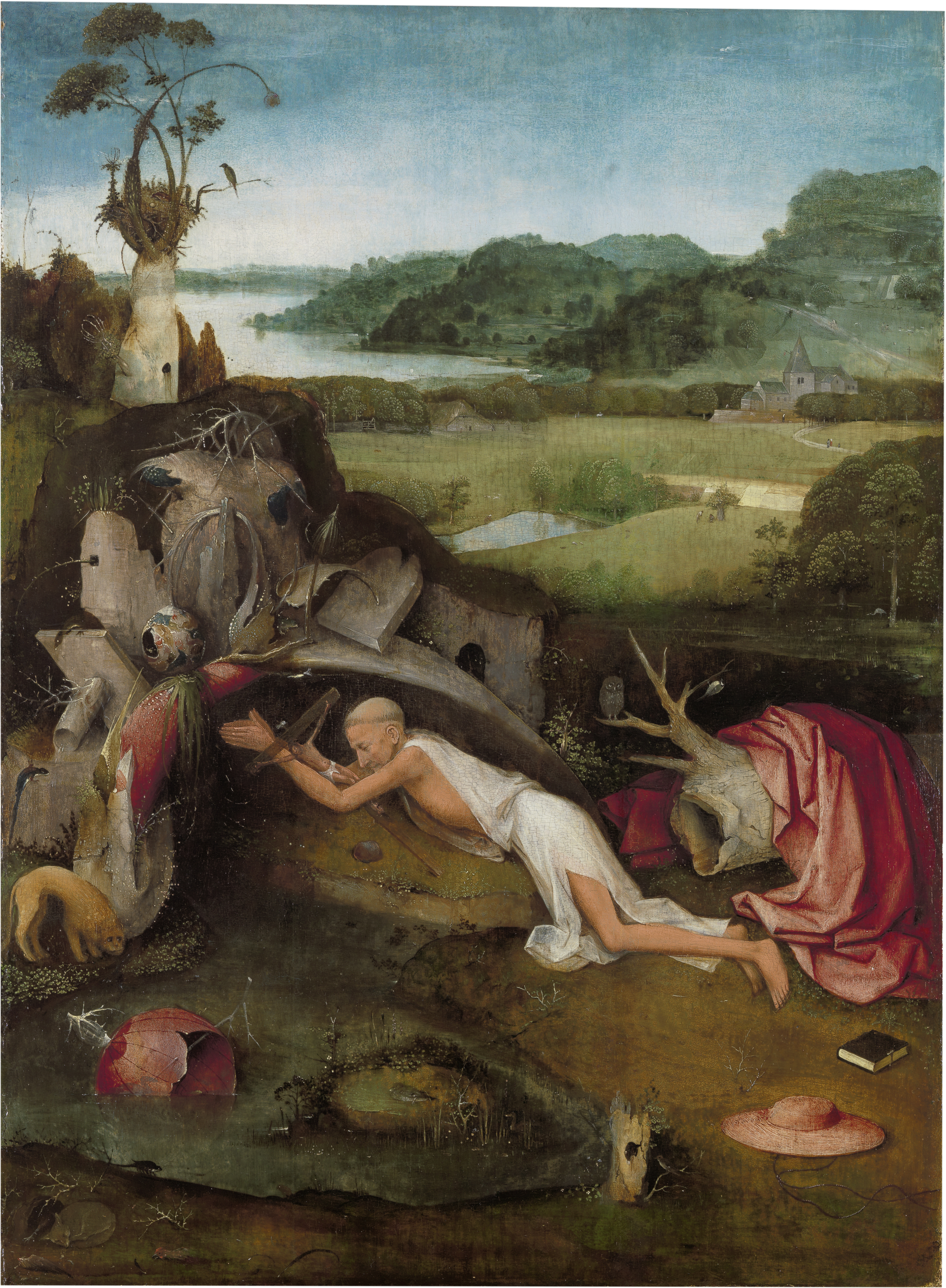
ヒエロニムス・ボス『祈る聖ヒエロニムス』
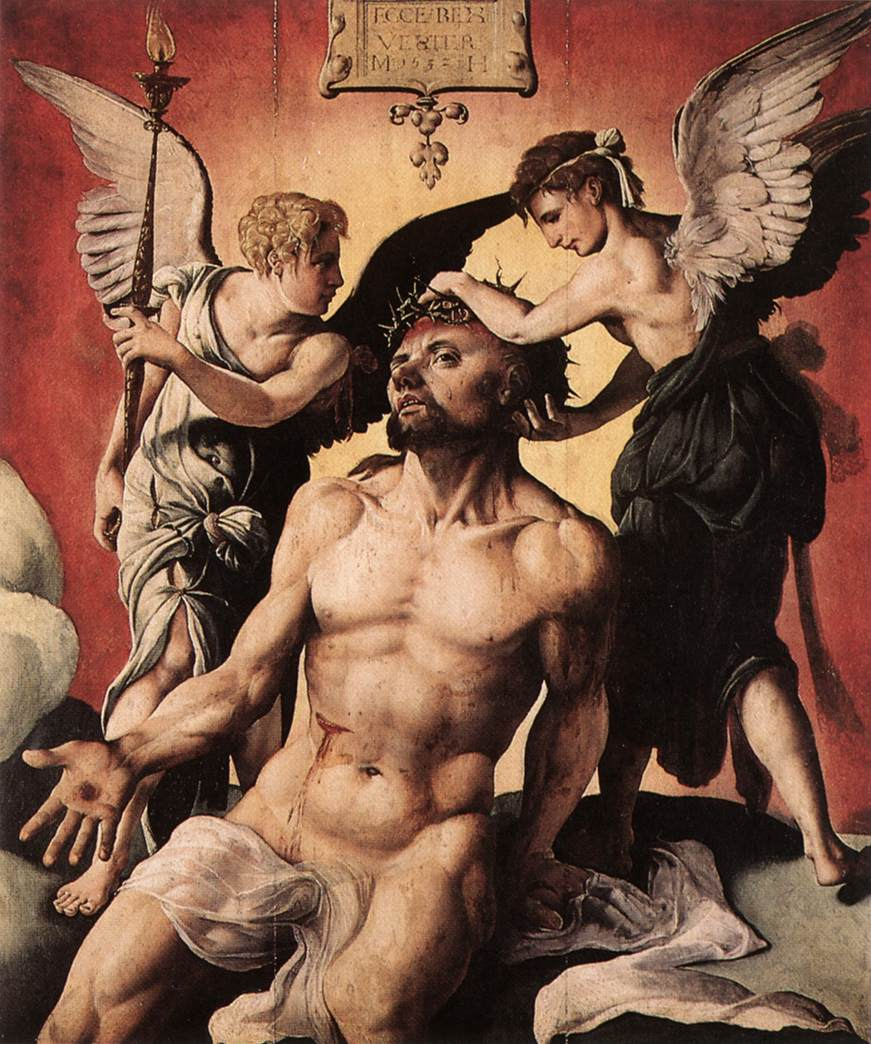
マールテン・ファン・ヘームスケルク『悲しみの男』
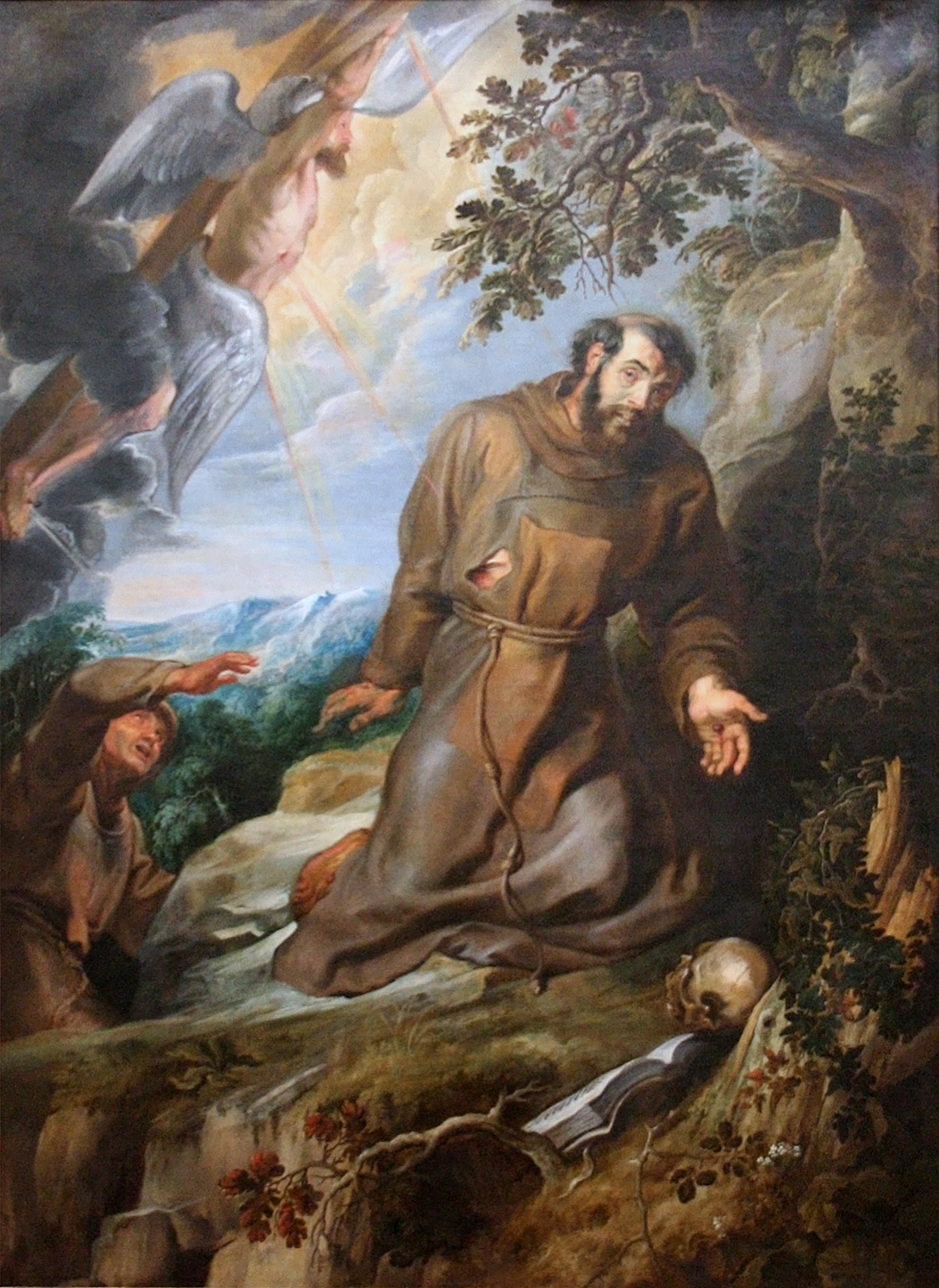
ピーテル・パウル・ルーベンス『聖痕を受けるアッシジの聖フランシスコ』
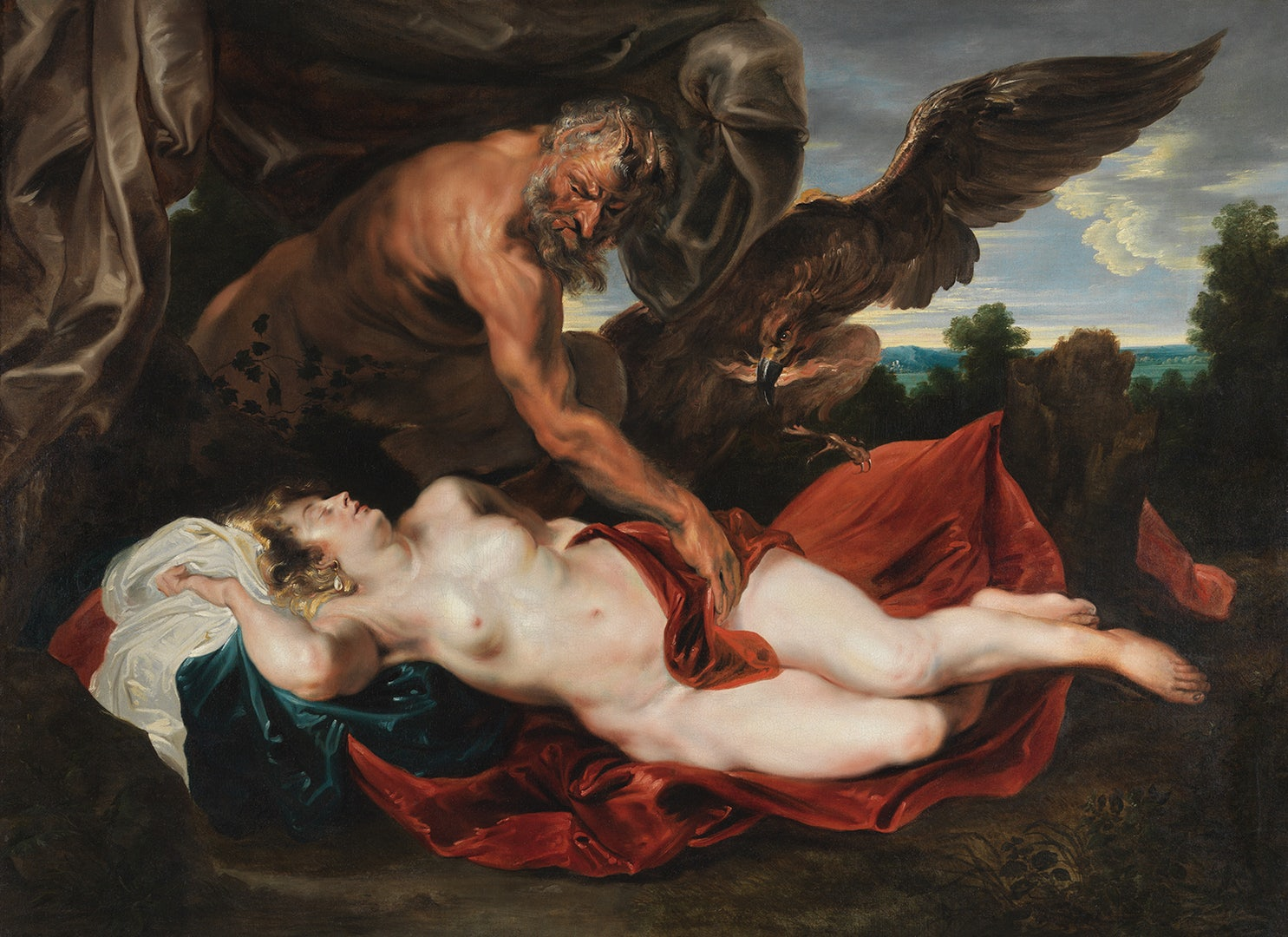
アンソニー・ヴァン・ダイク『ユピテルとアンティオペ』
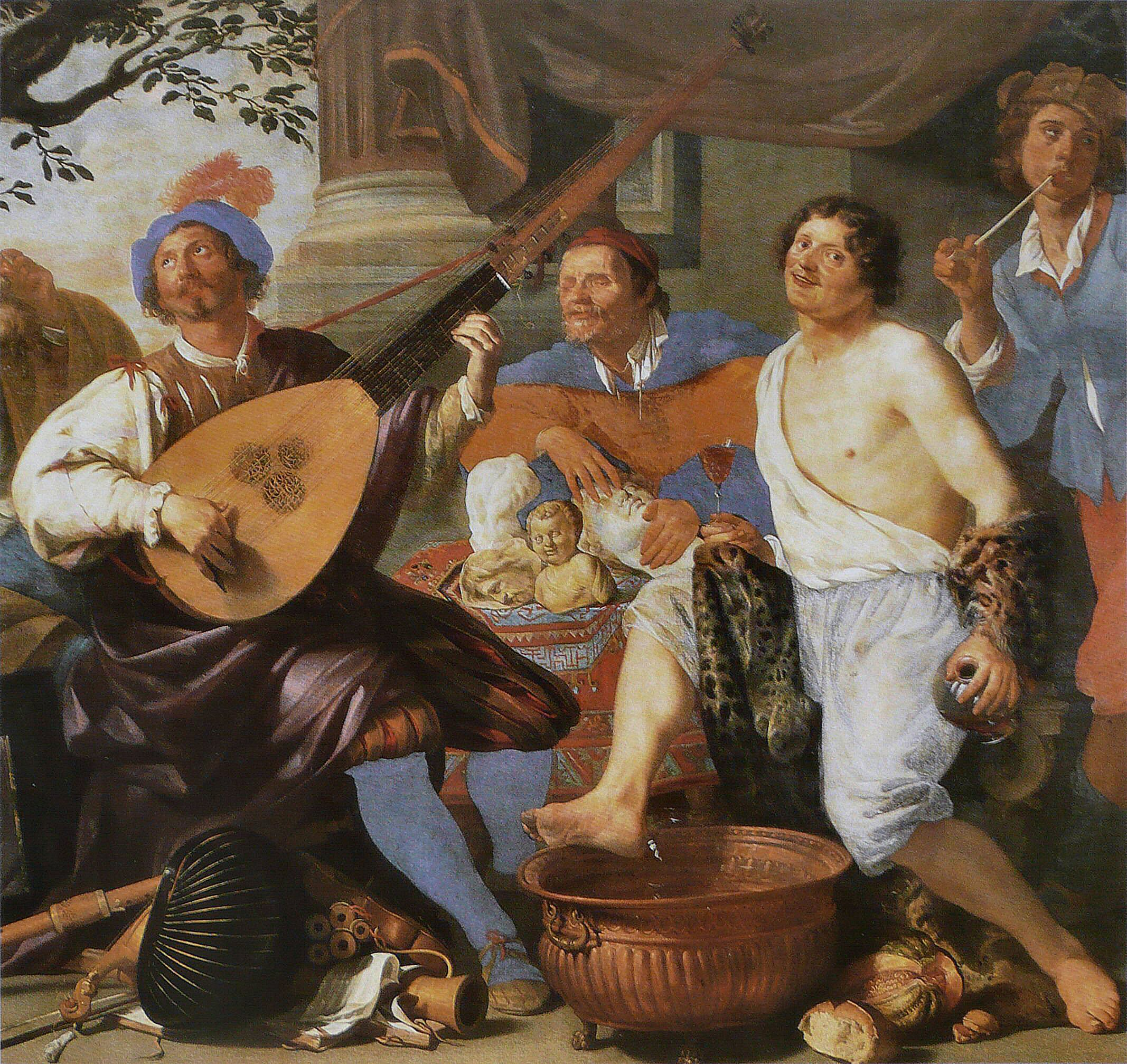
テオドール・ロンバウツ『五感の寓意』
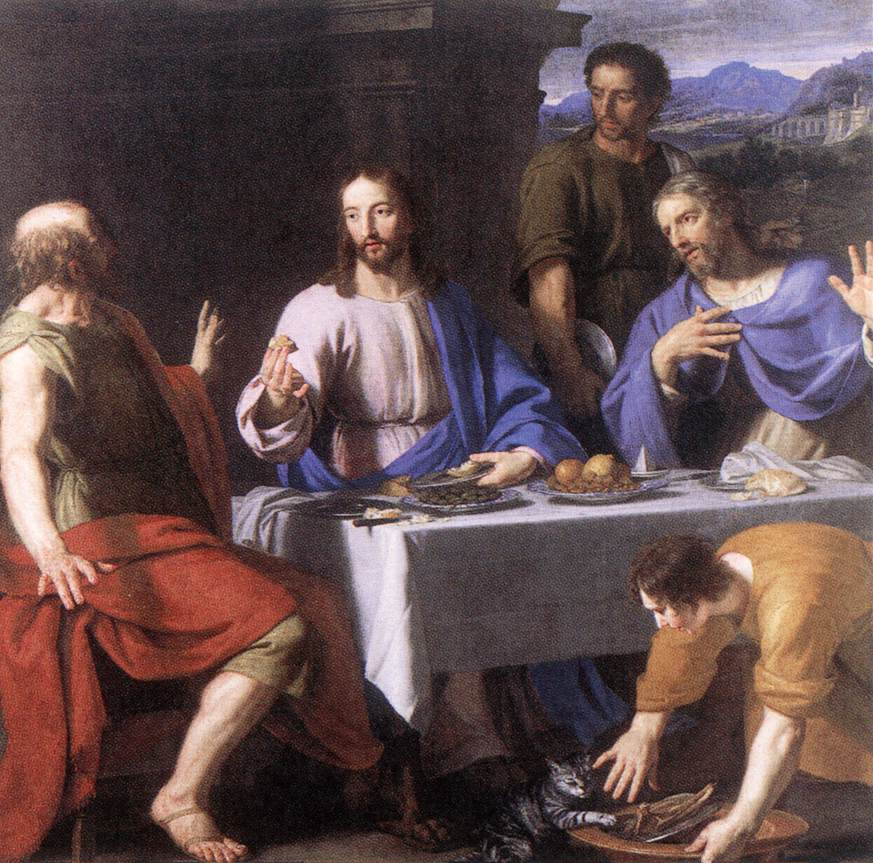
フィリップ・ド・シャンパーニュ『エマオの晩餐』
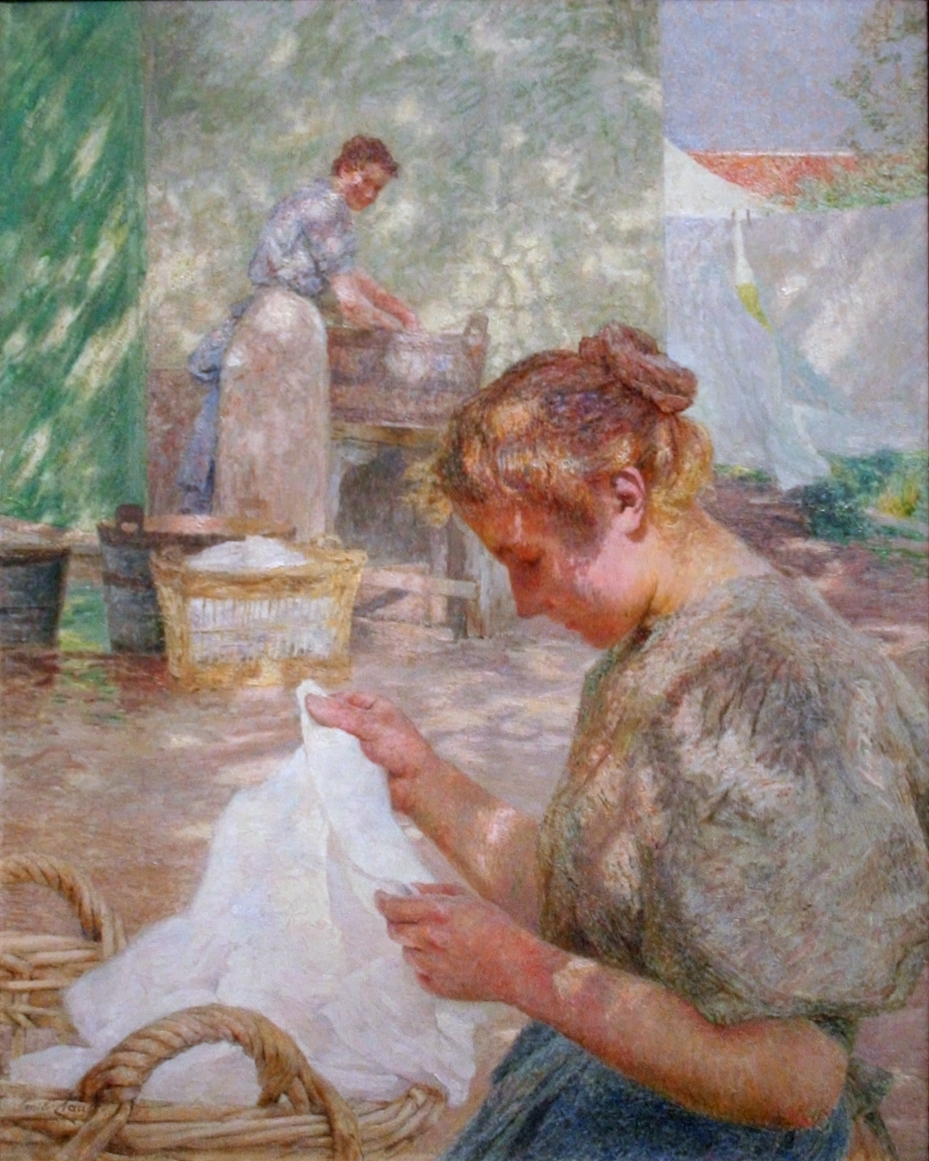
エミール・クラウス『晴れた日』
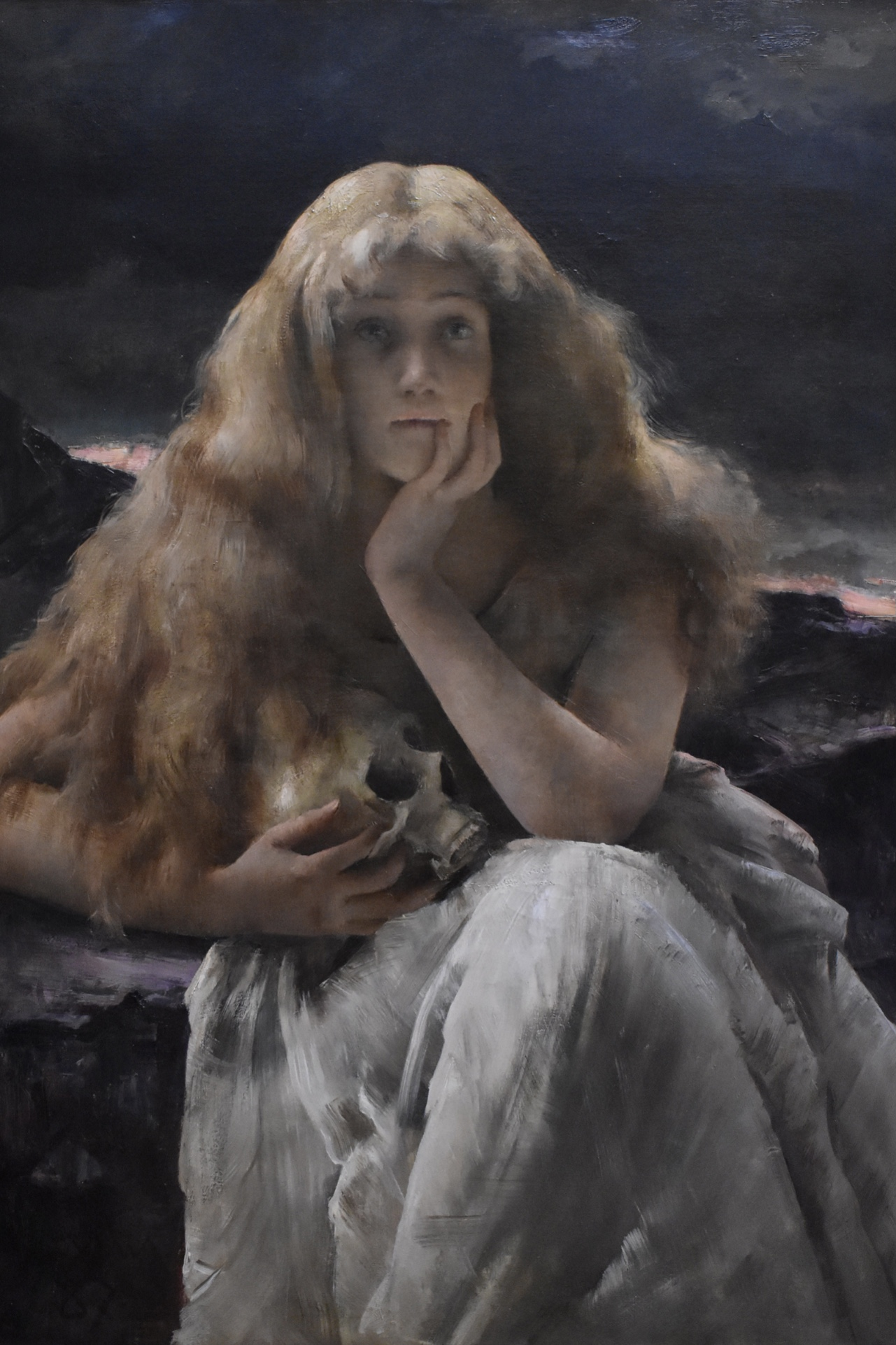
アルフレッド・ステヴァンス『マリア・マグダレネ』

## 日本にて
2005年には世田谷美術館や埼玉県立近代美術館にて「ヨーロッパの古都 ゲント美術館名品展 西洋近代美術のなかのベルギー」が開催された。